# Prigogine-bülbül
A Prigogine-bülbül (Chlorocichla prigoginei) a verébalakúak (Passeriformes) rendjébe, ezen belül a bülbülfélék (Pycnonotidae) családjába tartozó faj.

## Rendszerezése
A fajt Antoon Emeric Marcel De Roo belga ornitológus írta le 1967-ben.

## Előfordulása
Afrika középső részén, a Kongói Demokratikus Köztársaság területén honos. Természetes élőhelyei a szubtrópusi vagy trópusi hegyi esőerdők, szavannák és cserjések, folyók és patakok környékén. Állandó, nem vonuló faj.

## Megjelenése
Testhossza 19-20 centiméter.

## Életmódja
Magvakkal, gyümölcsökkel és hernyókkal táplálkozik.

## Természetvédelmi helyzete
Az elterjedési területe kicsi és az erdő pusztítások miatt csökken, egyedszáma tízezer alatti és csökken. A Természetvédelmi Világszövetség Vörös listáján veszélyeztetett fajként szerepel.